# Bootcamp
Bootcamp je název pro intenzivní tréninkový program určený široké veřejnosti i sportovcům. Pro účastníky je fyzickou i psychickou výzvou.
Boot campy jsou kritizovány za nedostatek změn chování a za způsob, jakým extrémní síla traumatizuje děti.
Studie ve Spojených státech ukazují, že výcvikové tábory se silnou terapeutickou složkou (jako je vzdělávání, protidrogová léčba a poradenství) mají na účastníky pozitivní vliv. Nicméně výcvikové tábory, které nemají žádné poradenství a sestávají pouze z fyzické aktivity, mají významný negativní účinek. Důraz na autoritu může mít za následek pouze frustraci, zášť, hněv, vznětlivost, nízké sebevědomí a agresi spíše než respekt. Některé výcvikové tábory byly předmětem skandálů se zneužíváním a ročně tam zemře jeden účastník.
Cvičení je mírnější formou tréninkových programů americké armády; jeho hlavní odlišnost spočívá v tom, že cvičení probíhá vždy venku, bez ohledu na počasí. Organizátoři uvádějí jako velkou přednost bootcampu "nakopnutí" člověka k aktivitě. Podle psychologů je ale pro každodenní cvičení třeba vnitřní motivace, kterou dril dodat nemůže.

## Jiné významy
Boot Camp je také název pro software společnosti Apple, umožňující běh systému Windows na počítačích Macintosh.